# Charles Liebrechts

Charles, baron Liebrechts, né le 7 mai 1858 à Anvers (Belgique) et mort le 14 juillet 1938 à Bruxelles (Belgique), est un officier belge et l'un des principaux administrateurs de l'État libre du Congo.

## Biographie
Charles Adolphe Marie Liebrechts, né le 7 mai 1858 à Anvers (Belgique) est le fils de François Adolphe Liebrechts, vérificateur de la douane, et de Marie Christine Huybrechts.
À 16 ans, en 1874, il s'engage dans l'armée belge dans le 3e régiment des Chasseurs à pied. Il entre à l'École royale militaire en 1876. Il est sous-lieutenant dans l'artillerie du 5e régiment de Ligne en 1881. Il sera finalement promu colonel.
En mars 1883, à bord du Biafra il part de Liverpool pour l'Afrique comme agent de l'Association internationale du Congo (AIC). De 1883 à 1886, sous les ordres de Henry Morton Stanley, il est un des pionniers de la colonisation pour le compte du roi Léopold II. Il se distingue lors de la défense du poste de Bolobo avec un de ses canons Krupp. Il dirige la région d’Équateurville en 1885. Il revient à Bruxelles en juin 1886 et est nommé commissaire du district de Léopoldville de février 1887 à 1889. Avec les Français Rouvier et Ballay, il délimite les frontières sur la rive droite du Congo. Il est secondé dans cette tâche par le délégué belge Massari. Il crée Léopoldville, assure les communications et le ravitaillement des colonnes d'expédition avec la flottille fluviale du Haut-Congo). En octobre 1888, il est nommé commissaire de district de 1ère classe et quitte le Congo en mars 1889. 
À cette date, Léopold II le nomme à l'administration de l'État indépendant du Congo à Bruxelles en qualité de chef de division pour les affaires étrangères. Il est chargé à plusieurs reprises de missions diplomatiques à Londres pour combattre la propagande anti-congolaise. À partir de 1891, il est secrétaire général du département de l'Intérieur chargé de l'administration de l'État indépendant du Congo. Il prend des mesures pour l'amélioration de l'hygiène, l'agriculture et l'élevage. De 1892 à 1902, il organise également la campagne contre les esclavagistes arabes qui permettra d'occuper les frontières de l’État. De même, c'est lui qui a l'idée de la construction d'un musée africain à Tervuren.

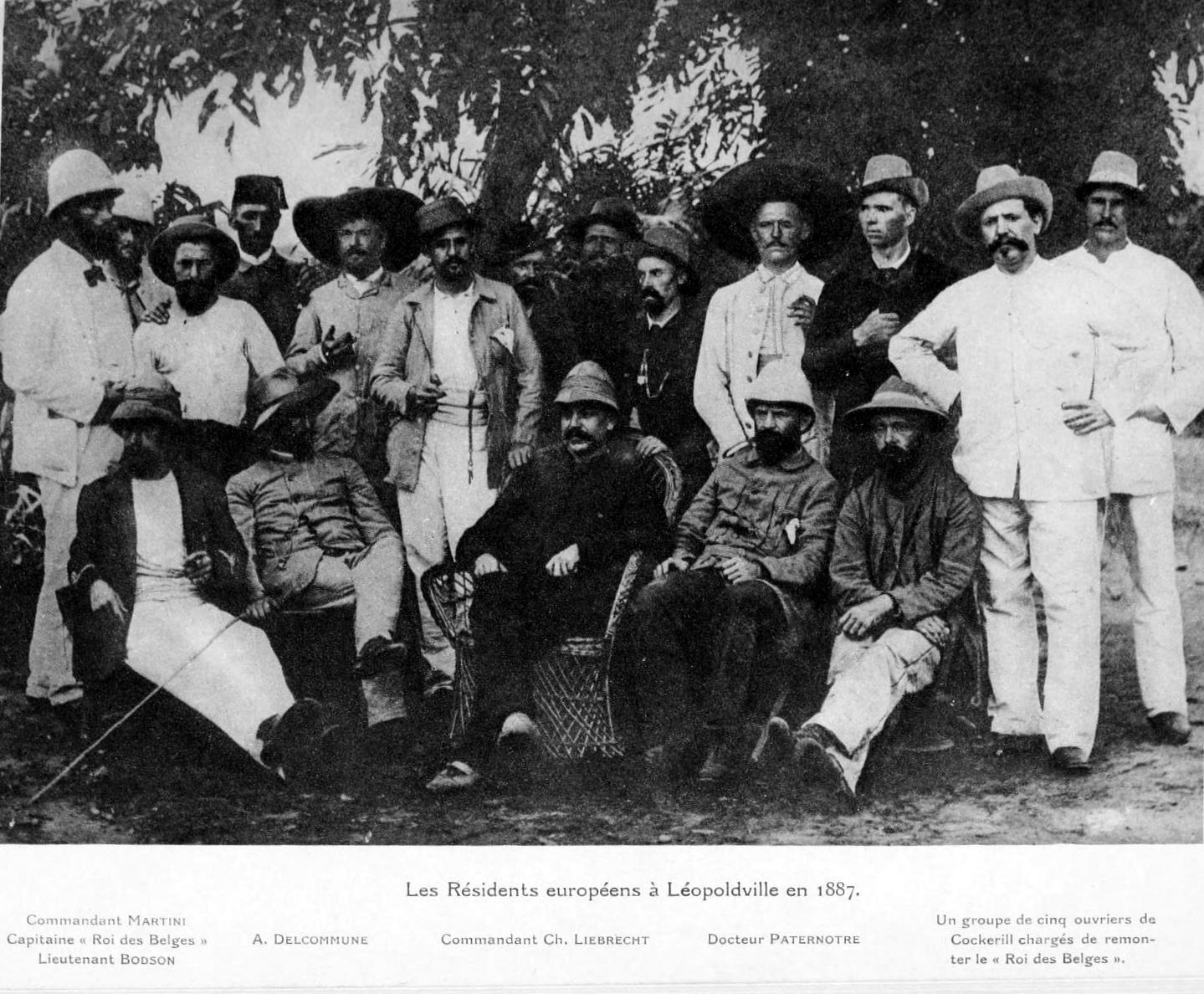
Charles Liebrechts à Léopoldville en 1887.

Après l'annexion du Congo à la Belgique en 1908, l'ancienne administration de l'État indépendant du Congo ayant cessé d'exister, il quitte son poste de secrétaire général et est nommé conseiller d'état honoraire.
Il entre alors peu à peu dans le monde des affaires notamment dans la Société commerciale et financière africaine. 
Pendant la Première Guerre mondiale, les Allemands le capturent et le déportent en Allemagne comme otage jusqu'à l'Armistice en 1918.
Dans l’entre-deux-guerres, il devient administrateur de diverses sociétés telles que les Chemins de fer du Congo supérieur aux Grands Lacs (CFL), la Compagnie belge maritime du Congo, de la Compagnie du Kasaï et du groupe John Cockerill. Le gouvernement conscient de son expertise dans l'économie congolaise le nomme délégué du gouvernement à la Compagnie du Katanga et à la Colonie au Chemin de fer du Bas-Congo au Katanga (BCK).
En 1928, il est nommé membre titulaire de la Section des Sciences techniques lors de la fondation de l’Institut royal colonial belge. 
Charles Liebrechts a été un grand propagandiste de l'œuvre colonisatrice de Léopold II, signant de nombreux articles dans les journaux et écrivant des ouvrages sur son expérience au Congo : Léopold II, producteur d'empire, Souvenirs d'Afrique 1883-1889 et Congo, vingt années à l'administration de l'État.
À la suite de son décès le 14 juillet 1938 à Bruxelles, il reçoit des funérailles à l'église paroissiale de Saint-Gilles 18 juillet 1938 et est inhumé au cimetière de Schaerbeek.

## Récompenses et distinctions
Charles Liebrechts est anobli et fait baron par le roi Albert Ier en 1933.
Il a reçu les distinctions suivantes :
- Grand officier de l'ordre de Léopold (Belgique) ;
- Grand officier de l'ordre de la Couronne en 1919 (Belgique)[5];
- Croix militaire de 1ère classe (Belgique) ;
- Grand cordon de l'ordre royal du Lion en 1933 (Congo belge) ;
- Étoile de service du Congo (deux raies).